# ۹۷۶ (میلادی)
۹۷۶ (میلادی) نهصد و هفتاد و ششمین سال تقویم میلادی است.

## درگذشتگان
- ۱۰ ژانویه - ژان یکم، امپراتور بیزانس

‎